# Pibaoré
Pour le département, voir Pibaoré (département).
Pibaoré est une localité et le chef-lieu du département de Pibaoré dans la province du Sanmatenga de la région Centre-Nord au Burkina Faso.

## Géographie
Avec l'expansion démographique de Pibaoré et celle de Niangré-Tansoba (situé à un kilomètre au nord), les deux localités forment désormais une conurbation dense et continue. Celle-ci est située à environ 40 km au sud-est du centre de Kaya, la capitale régionale. 
La ville est traversée par la route nationale 15 reliant Boulsa à Kaya.

## Histoire
Le nom du village provient de l'expression mooré, « Piss-baoré m'moin saana » signifiant « vider le grenier pour accueillir l’étranger » c'est-à-dire la « terre des gens généreux ou la terre d'hospitalité ».

## Économie
L'économie de la ville repose sur l'agriculture maraîchère et vivrière permise par la présence du lac de retenue de Pibaoré facilitant l'irrigation. Les activités commerciales et marchandes de Pibaoré profitent de sa position sur l'axe majeur qu'est la route nationale 15.

## Éducation et santé
Pibaoré accueille un centre de santé et de promotion sociale (CSPS) tandis que le centre hospitalier régional (CHR) se trouve à Kaya.
Le village possède une école primaire publique, un collège d'enseignement général (CEG) et un lycée départemental.